# أليكس جاي كاي
أليكس جاي كاي (بالإنجليزية: Alex J. Kay)‏ هو مؤرخ بريطاني، ولد في 8 مارس 1979 في كينغستون أبون هال في المملكة المتحدة.